# Bandera Marina de Cudeyo
La Bandera Marina de Cudeyo es una regata de remo en banco fijo que se celebra anualmente en Pedreña, Marina de Cudeyo, Cantabria.

## Historia
Tiene sus inicios en la Regata 50.º Aniversario de la Sociedad Deportiva de Remo Pedreña que se disputó en 1970 y que tuvo como ganador a Astillero, seguido por Pedreña y por Fuenterrabía. Al año siguiente se celebró la I edición de la Bandera Marina de Cudeyo, en 1971, ganando ese año Astillero por delante de las tripulaciones cántabras de Pedreña y del Club de Remo Santander. A partir de entonces se realiza anualmente hasta el año 1980 en el cual no se celebra, aunque al año siguiente continúa.
En 1984 no se disputó otra edición de la bandera, pero se celebró el Memorial Pepe Bedia que se adjudicó Donostia, seguido por Pedreña y Camargo. En 1985 se celebró una nueva edición pero después se produjo un parón en la celebración de la regata coincidiendo con varios años malos por parte de la trainera del club. En 1996 vuelve a celebrarse la competición anualmente incluyendo la bandera XVIII que celebraba en el año 2000 la Regata Centenario de Pedreña. En el año 2002 se vuelve a parar la celebración de la regata y es el Club de Remo Pontejos quien se hace con la organización a partir del año 2005.
Desde 2013 la organiza la S.D.R. Pedreña.

## Palmarés
| N.º   | Año  | Ganador         | Segundo             | Tercero                     |
| ----- | ---- | --------------- | ------------------- | --------------------------- |
| I     | 1971 | Astillero       | Pedreña             | Santander                   |
| II    | 1972 | Pedreña         | Santander           | Kaiku                       |
| III   | 1973 | Fuenterrabía    | Pedreña             | Santander                   |
| IV    | 1974 | Kaiku           | Castro Urdiales     | Santander                   |
| V     | 1975 | Castro Urdiales | Pedreña             | Astillero                   |
| VI    | 1976 | Castro Urdiales | Astillero           | Pedreña                     |
| VII   | 1977 | Hernani         | Pedreña             | Castro Urdiales             |
| VIII  | 1978 | Astillero       | Kaiku               | Arraun Lagunak              |
| IX    | 1979 | Castro Urdiales | Pedreña             | Kaiku                       |
| X     | 1981 | Santurce        | Castro Urdiales     | Kaiku                       |
| XI    | 1982 | Orio            | Santurce B          | Pedreña                     |
| XII   | 1983 | Astillero       | San Sebastián       | Kaiku                       |
| XIII  | 1985 | Pedreña         | Iberia              | Portugalete                 |
| XIV   | 1996 | Fuenterrabía    | S.D.R. Tirán        | Trintxerpe                  |
| XV    | 1997 | Pedreña         | Santurce            | Ciudad de Santander-Santoña |
| XVI   | 1998 | Astillero       | Castro Urdiales     | Santoña                     |
| XVII  | 1999 | Urdaibai        | Kaiku               | Santurce                    |
| XVIII | 2000 | Castro Urdiales | Fuenterrabía        | Pedreña                     |
| XIX   | 2001 | Ur-Kirolak      |                     |                             |
| XX    | 2002 | Pedreña         | Ciudad de Santander | Trintxerpe                  |
| XXI   | 2005 | Astillero       | Castro Urdiales     | Pedreña                     |
| XXII  | 2006 | San Pedro       | Trintxerpe          | Pontejos                    |
| XXIII | 2007 | Pasai Donibane  | Getaria             | Ondárroa                    |
| XXIV  | 2013 | Orio            | Urdaibai            | Portugalete                 |
| XXV   | 2014 | Fuenterrabía    | Urdaibai            | Orio                        |
| XXVI  | 2015 | Deusto          | Ondárroa            | Isuntza                     |
| XXVII | 2016 | Ondárroa        | Guetaria            | Pedreña                     |
| XII   | 2017 | Donostiarra     | Santurtzi           | Getaria                     |
| XII   | 2018 | Astillero       | Getaria             | Deusto                      |
| XIV   | 2019 | Getaria         | Zarautz             | Deusto                      |
| XV    | 2020 | Pedreña         | San Pedro           | Arkote                      |
| XVI   | 2021 | Kaiku           | Getaria             | Pedreña                     |
| XVII  | 2022 | Pedreña         | Deusto              | Zarautz                     |

- Datos: Q3038974